# Johann von Briedel
Johann von Briedel (* 1521 in Briedel; † 25. Juni 1571 in Himmerod) war ein deutscher Abt und Generalvikar.

## Leben
Johann von Briedel zog es bereits als jungen Mann in die Zisterzienserabtei des Klosters Himmerod in der Eifel. Von 1552 bis 1558 wirkte er zunächst als Cellarius  des Klosters. Nachdem Abt Matthias Morsch aus Ediger am 19. September 1558 verstorben war, wurde Johann von Briedel unter dem Vorsitz der Äbte Daniel von Eberbach und Heinrich III. Schiffer OSB von St. Matthias in Trier zum neuen Abt gewählt. Die Benediktion erhielt er durch den Trierer Weihbischof Gregor von Virneburg.
Durch seine Bemühungen als sehr gebildetem Humanisten und Liebhaber der Wissenschaften, der stets regen Austausch mit anderen Gelehrten suchte, galt Johann von Briedel auch dank seiner besonderen Beredsamkeit bald als Mund des Klerus. Mehrere Predigten vor dem Trierer Erzbischof und Kurfürsten Johann VI. von der Leyen brachten dem Abt dessen besondere Aufmerksamkeit und Achtung, so dass dieser ihn mehrmals im Kloster Himmerod besuchte. Durch Briedel und seinen Nachfolger Gregor Simonis gelangte das Kloster Himmerod zu geistiger Blüte.
Abt Johann, der durch sein Mäzenatentum Künstler und Gelehrte unterstützte, förderte auch talentierte Jugendliche, indem er ihnen zum Studium im Kloster verhalf. Er förderte u. a. den Himmeroder Klosterhirten und späteren Weihbischof Peter Binsfeld, sowie den Humanisten und Dichter Mathias Agricius (1545–1613) aus Wittlich.
Im Jahre 1563 wurde ihm durch den Abt des Klosters Cîteaux Louis de Baissey die Visitation beider Geschlechter in den Erzdiözesen Mainz und Trier übertragen. 1565 erhielt er durch das Generalkapitel seine Ernennung zum Generalvikar und Visitator der niederrheinischen Ordensprovinz, zu der die Kurfürstentümer Mainz, Trier, Köln sowie die Herrschaften Kleve, Geldern und deren Nachbargebiete gehörten. Nachdem es im Kloster Heisterbach zu einer unruhigen Phase gekommen war, setzte er den Celleraren Abt Johann Vitensis (von St. Vith) dort ein, um die Disziplin des Ordens wieder herzustellen.
Johann von Briedel verstarb 50-jährig am 25. Juni 1571 in Himmerod und wurde im Kapitelsaal begraben. Sein Tod, so geht es aus dem ihn rühmenden Epitaph hervor, wurde als großer Verlust angesehen.